# حلق الشقيق
حلق الشقيق هي بلدة في محافظة مادبا في شمال غرب الأردن .